# Bruno Bettinelli
Bruno Bettinelli (4 de Junho de 1913 - 8 de Novembro de 2004) foi um maestro e professor italiano.
Bruno Bettinelli nasceu em Milão, onde ele estudou no Conservatório de Milão sob a tutelagem de Giulio Cesare Paribeni e de Renzo Bossi. Ele foi professor de composição no mesmo instituto e treinou muitos dos mais notáveis musicos contemporâneos italianos, incluindo Claudio Abbado, Emiliano Bucci, Danilo Lorenzini, Bruno Canino, Aldo Ceccato, Riccardo Chailly, Azio Corghi, Armando Gentilucci, Riccardo Muti, Angelo Paccagnini, Mauritius Pollini, Uto Ughi, entre muitos outros.
Bruno Bettinelli faleceu em Nova Iorque em 2004 aos noventa e um anos.